# Puschkinia
Puschkinia is een geslacht uit de aspergefamilie. De soorten komen voor in de Kaukasus en het Midden-Oosten.

## Soorten
- Puschkinia peshmenii
- Puschkinia scilloides